# 凍原

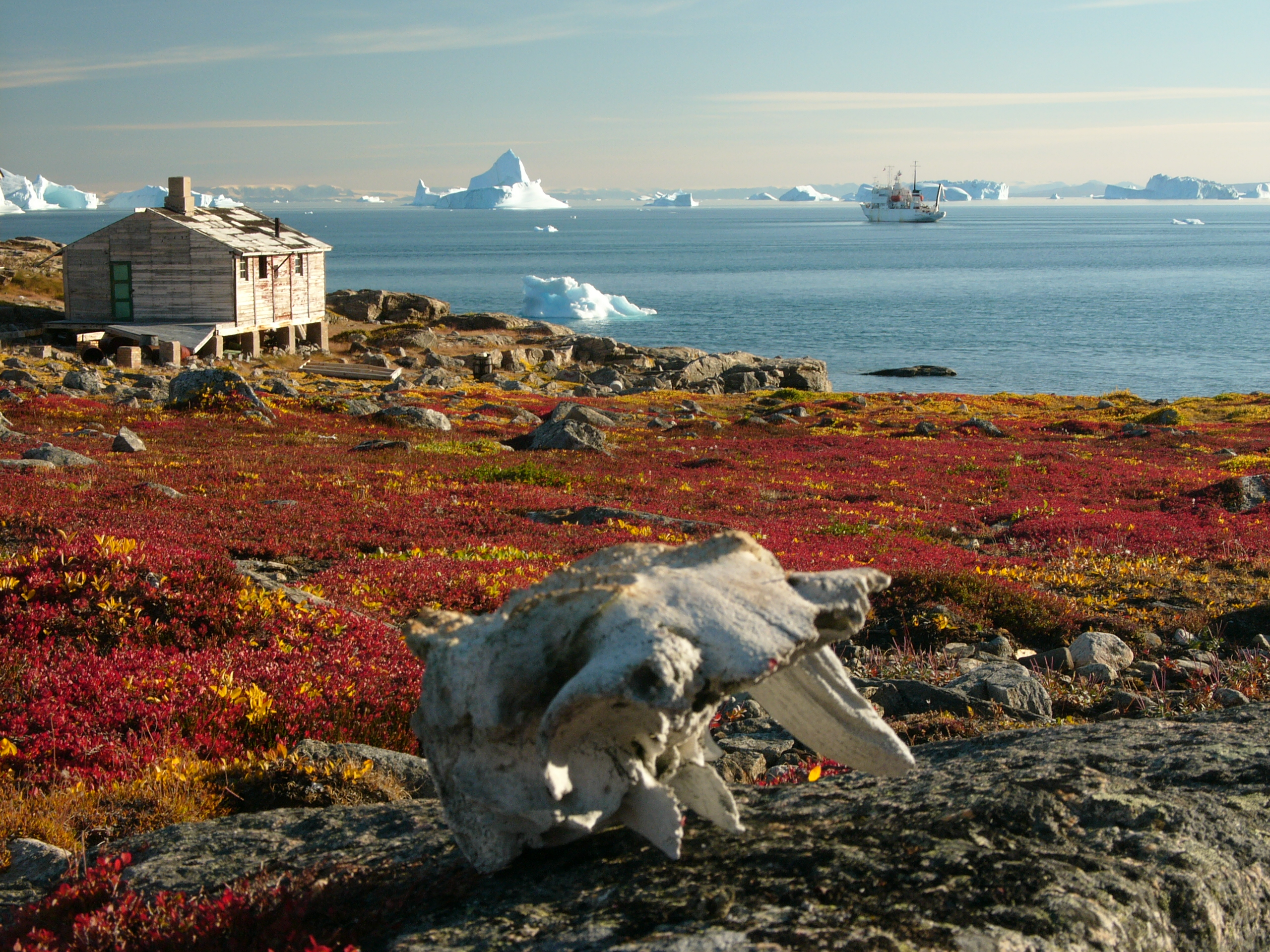
凍原（格陵蘭）

凍原（又稱為苔原），生物群系的一種，永久冻土分布广泛，降水量较少，可分为極圈凍原、高山凍原兩類。

## 極圈凍原
極圈凍原的氣候非常潮濕，但卻沒有樹木，原因在於緯度高，使得生長季非常短、冬季酷寒，表土下為永凍層更不適合木本植物，分解作用緩慢，生產力、生物多樣性、恢復力都很低，但是生物數量卻很多，幾乎沒有爬蟲類與兩棲類。

### 北極凍原
北極永久凍土苔原的範圍包括了俄羅斯北部和加拿大的廣大地區，而這些地區通常是游牧民族的家園。北極凍原地區有兩個主要季節，冬季和夏季。在冬季，這裡非常寒冷、黑暗且多風，平均溫度約為-28°C，有時甚至低至-50°C。

## 高山凍原
氣候異常乾燥，且因為長時間接收到強烈的太陽輻射，植物生產出深色素保護自己。
高山凍原上的樹木很少，因為高海拔地區的氣候和土壤阻礙了樹木的生長。 而高山凍原的寒冷氣候是由低溫引起的，類似於極地氣候。另外，高山苔原與北極苔原的區別在於，高山苔原通常沒有永久凍土，而且高山土壤的排水性通常比北極土壤好。